# Anthony Cook
Anthony Lacquise Cook (Los Ángeles, California; 19 de marzo de 1967) es un exjugador de baloncesto estadounidense que jugó durante 4 temporadas en la NBA, además de hacerlo también en la liga griega y la liga francesa. Con 2,05 metros de altura, lo hacía en la posición de ala-pívot.

## Trayectoria deportiva

### Universidad
Jugó durante cuatro temporadas con los Wildcats de la Universidad de Arizona, en las que promedió 12,0 puntos y 6,5 rebotes por partido. Fue elegido en dos ocasiones en el mejor quinteto de la Pacific Ten Conference.

### Profesional
Fue elegido en la vigésimo cuarta posición del Draft de la NBA de 1989 por Phoenix Suns, pero fue inmediatamente traspasado a Detroit Pistons a cambio de Micheal Williams y los derechos sobre Kenny Battle, quienes a su vez lo traspasaron a Denver Nuggets a cambio de una segunda futura ronda del draft. Entre tanto, Cook decidió iniciar su vida profesional jugando una temporada en el PAOK Salónica de la liga griega, en la que promedió 17 puntos por partido.
Regresó a los Nuggets en la temporada 1990-91, donde en su primera temporada llegó a jugar 25 partidos como titular, promediando 5,3 puntos y 5,6 rebotes por partido. Ya en su segunda temporada, las lesiones y la falta de confianza de su entrenador, Paul Westhead, hicieron que únicamente disputara 22 partidos, cayendo sus estadísticas hasta los 1,5 puntos y 1,5 rebotes por noche.
Tras un año en blanco, fue traspasado junto con Todd Lichti a Orlando Magic a cambio de Bison Dele, pero solo jugó dos partidos antes de ser traspasado nuevamente, junto con una futura ronda del draft a Milwaukee Bucks, a cambio de Anthony Avent En los Bucks apenas tuvo continuidad, no siéndole renovado el contrato una vez finalizada la temporada. Viéndose sin equipo, aceptó la oferta del Levallois de la liga francesa, donde jugó una temporada. Al año siguiente regresó a la NBA firmando con Portland Trail Blazers, con quienes estaría únicamente dos meses antes de ser cortado. Finalizó su carrera profesional jugando un año en los Florida Beach Dogs de la CBA.

## Estadísticas de su carrera en la NBA

### Temporada regular
| Año     | Equipo    | PJ  | PT | MPP  | %TC  | %3P  | %TL  | RPP | APP | ROB | TPP | PPP |
| ------- | --------- | --- | -- | ---- | ---- | ---- | ---- | --- | --- | --- | --- | --- |
| 1990-91 | Denver    | 58  | 25 | 19.3 | .417 | .000 | .550 | 5.6 | 0.4 | 0.6 | 1.2 | 5.3 |
| 1991-92 | Denver    | 22  | 0  | 5.2  | .600 | .000 | .667 | 1.5 | 0.1 | 0.2 | 0.2 | 1.5 |
| 1993-94 | Orlando   | 2   | 0  | 1.0  | .000 | .000 | .000 | 0.0 | 0.0 | 0.0 | 1.0 | 0.0 |
| 1993-94 | Milwaukee | 23  | 0  | 8.7  | .491 | .000 | .400 | 2.4 | 0.2 | 0.1 | 0.5 | 2.7 |
| 1995-96 | Portland  | 11  | 0  | 5.5  | .438 | .000 | .250 | 1.1 | 0.2 | 0.0 | 0.1 | 1.4 |
| Total   | Total     | 116 | 25 | 12.9 | .439 | .000 | .524 | 3.7 | .3  | .4  | .8  | 3.6 |